# 田口壮
田口 壮（たぐち そう、1969年7月2日 - ）は、福岡県生まれ、兵庫県西宮市育ちの元プロ野球選手（外野手、内野手）。妻は元TBSアナウンサーの香川恵美子で、一男あり。
セントルイス・カージナルスとフィラデルフィア・フィリーズ時代にワールドシリーズ制覇を2回経験した。

## 経歴

### プロ入り前
福岡県で出生。クラレに勤務していた実父・允之（よしゆき）の転勤によって、2歳から8歳まで千葉県、8歳から小学校5年生夏までを岡山県岡山市、中学校時代から大学時代までを兵庫県西宮市で過ごした。
允之はかつて、社会人野球チームのクラレ岡山硬式野球部（1973年廃部）の外野手として活躍していた。その影響で、2歳上の兄(捕手)と共に3歳から野球を始めると、岡山市立平福小学校では当時住んでいた同社社宅内のソフトボールチームに所属(遊撃手)、優勝大会多数。西宮市立平木中学校、兵庫県立西宮北高等学校を経て、関西学院大学へ進学した。
西宮北高校では、地元に近い甲子園の土を踏めないまま卒業。関西学院大学で硬式野球部に所属すると、同部が加盟する関西学生野球連盟の公式戦で、101試合出場、376打数123安打、打率.327、10本塁打、46打点という通算記録を残した。その間には、首位打者1回、最優秀選手1回、ベストナイン4回をそれぞれ受賞。通算123安打は、2019年11月現在でも（前身の団体を含めて）連盟史上最多安打記録である。
ちなみに守備位置は、9歳で当時の地元・岡山市の野球チームに入ってから、オリックスでの入団2年目まで遊撃手一筋だったという。
1991年のドラフト会議で、オリックス・ブルーウェーブと日本ハムファイターズから1位指名を受け、抽選の結果オリックスが交渉権を獲得し契約金1億円、年俸1200万円（金額は推定）で入団合意した。背番号は、同年オフに二軍監督を退任・退団した福本豊が長年着用していた7を提示されたが、「あげようと言われましたが、あの福本さんの番号だから恐れ多い」と辞退し、アマチュア時代から着用し、熊野輝光の移籍に伴い空き番となっていた6で落ち着いた。ドラフトに際しては、平田勝男の後継遊撃手を求めていた阪神タイガースが指名・獲得を望んでいたという。これに対して田口は記者会見で「阪神に行きたくない10カ条」なる文書を読み上げる（後に撤回）。これは阪神と疎遠だった関西学院大学野球部及び学校当局と、オリックスの同校OBの担当スカウトが、田口を阪神に行かせたくないために入れ知恵して言わせたものだとされているが、学校当局のこの行為に関与していなかった当時の野球部監督からは叱責を受け、田口も「野球以外のことで怒られたのは初めてだった」と語っている（監督の叱責については当時の「週刊ベースボール」に記載）。この発言に、阪神タイガースの岡田彰布は「待遇面では球界でも上位、本当の阪神を知らないのなら、軽率にものを言うべきではない」と苦言を呈した。2001年オフにも阪神はFAで田口獲得を狙ったがMLBのセントルイス・カージナルスに移籍したため、結果として田口が阪神のユニフォームを着ることはなかった。

### オリックス時代
1992年の開幕戦、千葉マリンスタジアムでの対千葉ロッテマリーンズ戦で、前年のベストナイン遊撃手でオールスターゲームにも出場した小川博文を差し置いて、「9番・遊撃手」で新人開幕戦先発出場を果たした。この試合では、1回裏の守備機会からゴロを捌いた際に一塁手への高い送球になってしまう（記録は一塁手のケルビン・トーベがジャンプで好捕したのでアウト）。
デビュー当時は監督の土井正三の厳しい指導からスローイング障害（イップス）、ストレスから突発性難聴に陥り、守備では失策を続け、内野手としては大成しなかった。当時から「強肩病」とイチローが絶賛していた強肩が武器だった。
1994年に開幕して間もなくショートで出場し2度の悪送球を犯し、監督の仰木彬から「もう、ええやろ」と言われ、交代を命じられこの瞬間からスタメンの機会を失い、福良淳一に相談し、「プロでやるなら外野に行くしかないやろ。来年、おれへんで」と言われ自分でもそう思い仰木に「外野に行きます」と言い、当時の外野にはブレイクしていたイチロー、藤井康雄、高橋智、本西厚博がいたが仰木に「このメンバーに勝てるのか？」と聞かれ「勝てます」と言い外野手に転向。最多補殺、ゴールデングラブ賞などの常連になるほど、好守の外野手としてレギュラーに定着する。イチロー、本西厚博（後に谷佳知）との外野手トリオは、当時球界一の守備力と言われた。
1995年・1996年シーズンの連覇に貢献。打順は主に1番打者や3番打者を務め、1996年は後半戦からイチローと入れ替わる形で1番に固定された。
1997年には1番打者として135試合全出場を果たした。同年は主に左翼手を務めたのにもかかわらず、刺殺302という中堅手以外では突出した数値を残し、他にも補殺17、失策1の守備率.997、RRF1.229という好成績を収めている。
1998年、1999年は二塁手、遊撃手として起用されることも多かった。
1999年、前妻と離婚。
2000年は松坂大輔・中村紀洋らと共に、シドニーオリンピック野球日本代表として出場した。チームは3位決定戦で韓国に敗れ、4位に終わった。オリンピックでは日本ハムの田中幸雄選手と背番号が重なったため、背番号6を譲る形となり背番号1を着用した。
2001年3月、元TBSアナウンサーの香川恵美子と再婚。同年オフにアラン・ニーロを代理人とし、FA権を行使した。

### カージナルス時代
2002年1月9日にセントルイス・カージナルスと3年300万ドルで契約を結ぶ。

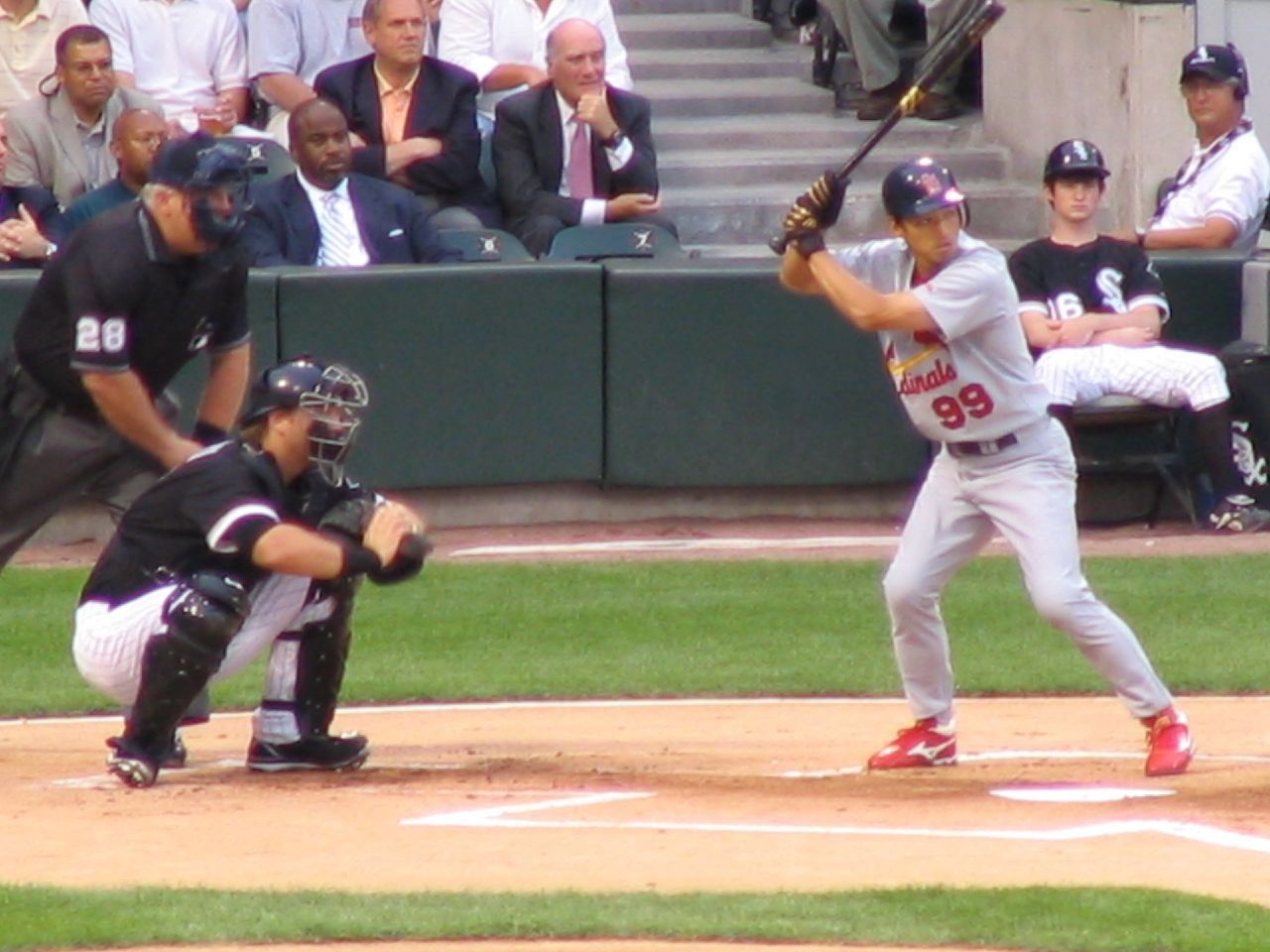
打席に立つ田口（カージナルス時代・2006年）

2002年は開幕ロースターからは外れたものの、6月10日のシアトル・マリナーズ戦でメジャーデビュー。4試合の出場で無安打に終わりマイナーに降格したが、9月7日に再昇格。その日のシカゴ・カブス戦の2回にメジャー初安打を記録し、以降15試合に出場。計2回昇格したメジャーでは19試合の出場で15打数6安打を記録した。
2003年も開幕ロースターに残れず、傘下のAAA級メンフィスで開幕を迎える。5月27日にメジャー昇格し、9試合の出場で4打数2安打2打点を記録したが、6月8日に降格。8月17日にメジャー再昇格を果たし、9月12日のヒューストン・アストロズ戦では二塁手守備に就いて日本人初の内野守備を経験し（グラブはミゲル・カイロから借用）、メジャー初本塁打も打った。28日のアリゾナ・ダイヤモンドバックス戦ではデニス・レイエスから3点本塁打を打ち、チームの勝利に貢献。最終的に43試合の出場で打率.259に終わったが、得点圏では打率.357と結果を残した。同年に長男が誕生し、一児の父親となった。
2004年は初の開幕ロースターに残り、メジャー定着を果たした。同年シーズンは109試合に出場し、打率.291・得点圏打率.341を記録してチーム新人王となる。カージナルスはワールドシリーズに進出を果たし、自身も第1戦で先発出場して安打を打ったが、ボストン・レッドソックスに4連敗を喫し、優勝は果たせなかったが、このシーズンで評価が一気に高まり、監督のトニー・ラルーサは「私はソウを高く買っている！」と度々語ったほか、チーム公式サイトでの「チームが最も必要としている選手は誰か？」というアンケートでは1位にランクインした。オフには複数球団からのオファーがあったが、「ラルーサ監督の下でプレーして、野球をもっと勉強したい」と1年55万ドルでカージナルスと再契約した。
2005年はチーム3位の143試合に出場。8月には12試合連続安打を記録するなど打率.361、OPS.912を残し、月間MVP候補に挙がる活躍を見せた。ラリー・ウォーカーやレジー・サンダースの故障に伴い先発出場も増え、アルバート・プホルスが休養で欠場した試合の3番打者も務めた。シーズンを通じて打率.288・8本塁打・53打点・11盗塁を残し、得点圏打率.407（91打数37安打）を記録した。
2006年は開幕戦となったフィラデルフィア・フィリーズ戦に「6番・左翼手」で先発出場した。相手先発が左投手の試合ではジム・エドモンズに代わりスタメンで起用されたが、プレストン・ウィルソンの加入以降は代打や守備固めでの出場が増え、控え外野手として134試合に出場した。ポストシーズンでは、ニューヨーク・メッツとのリーグチャンピオンシップシリーズ第2戦の9回に、全盛期の豪腕ビリー・ワグナーから決勝点となる本塁打を打つなど、2本塁打を打つ活躍を見せた。デトロイト・タイガースとのワールドシリーズでは、第4戦の1点ビハインドの7回裏の無死二塁という場面で、代打バントを命じられて見事に成功。エラーで出塁して自ら逆転のホームを踏み、カージナルスの王手に貢献した。次の第5戦では「8番・左翼手」で先発出場。7回から右翼手に回り勝利を収め、ワールドシリーズ優勝が決まった瞬間フィールドに立っていた初の日本人選手となった。オフには年俸調停を申請していたが、1月16日に92万5千ドルの1年契約を結んだ。
2007年は打率.290を残し、代打打率.406（32打数12安打）を記録した。しかしオフには球団が翌年のオプションを行使しないことを発表してノンテンダーFAとなった。

### フィリーズ時代
2007年12月24日にフィラデルフィア・フィリーズと年俸100万ドルの1年契約を結んだ。
2008年はNPB/MLB通算1500安打を達成するも代走・守備固めでの出場が多く、後半は同じく移籍してきたエリック・ブラントレットにそのポジションを奪われ、メジャーデビュー後自己最低の成績に終わった。チームは2年連続地区優勝したものの、自身のディビジョンシリーズ、ワールドシリーズへの出場機会はなく、リーグチャンピオンシップシリーズは4試合に出場したが全て代打であった。チームが28年ぶりにワールドシリーズを制したため2006年に続き2個目のチャンピオンリングを獲得した。

### カブス時代

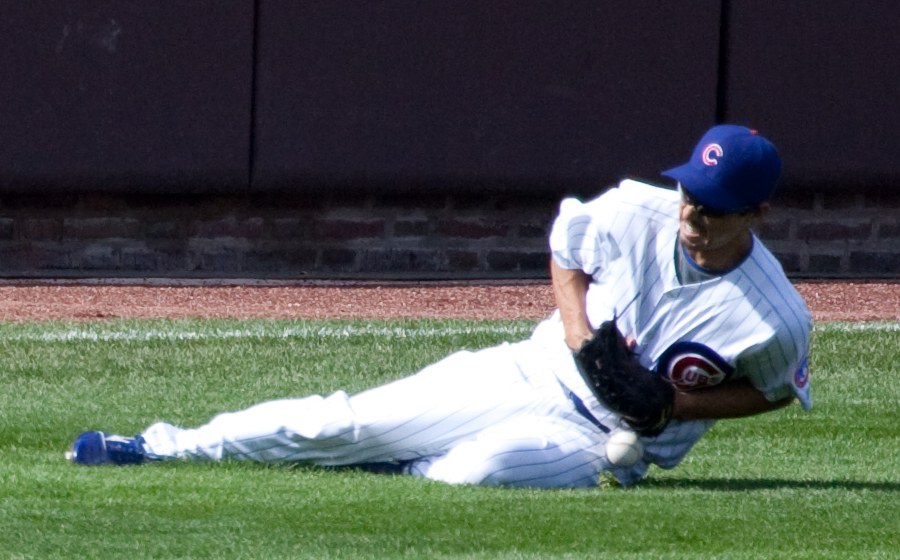
カブス時代（2009年）

2009年1月15日、シカゴ・カブスとマイナー契約を結び、スプリングトレーニングに招待選手として参加。開幕からAAA級アイオワで過ごしたが、9月16日にメジャー昇格を果たし、ミルウォーキー・ブルワーズ戦に出場。40歳2か月での出場は当時の日本人野手最年長記録だった。しかし、出場機会に恵まれず（6試合で11打数3安打）レギュラーシーズン終了後に自由契約となった。

### オリックス復帰
2010年1月23日、オリックス・バファローズと1年8000万円プラス出来高2000万円で契約。背番号はカージナルス時代のチームメイト、ラリー・ウォーカーの付けていた番号にあやかった33（旧ブルーウェーブ時代に付けていた6は大村直之が着用していた。また球団から5も提示されていたが、固辞した模様）。
主に代打や左投手先発時にスタメンとして起用された。5月30日に行われた「がんばろう神戸デー」では1995年の優勝を経験した唯一のオリックスに所属している現役選手として、同日に復刻したブルーウェーブのユニフォームに袖を通した。9月7日の対千葉ロッテマリーンズ戦（京セラドーム大阪）では代打逆転2点本塁打を打ち、9年ぶりに古巣のお立ち台に上がった。4月21日に左太もも痛で登録抹消、その後も不振や体調不調があり7月17日に再び抹消されるなど、シーズン通しての出場は53試合に留まったが、実直な練習態度や周囲へのアドバイスなど、精神的支柱としての面が評価され、翌年も契約することが決まった。
2011年は2月の春季キャンプで右肩を痛め、開幕に出遅れるも、5月10日に一軍に昇格。5月18日の対阪神タイガース戦（京セラドーム大阪）では「3番・右翼手」として出場し、岩田稔から先制適時打を打ち2度目のお立ち台に上がった。その後も低迷したチーム打率や後藤光尊が二軍落ちした状況の中で3番としてチームを牽引した。後藤の復帰後は主に2番打者として起用され、交流戦では弟分である坂口智隆に次いで全体2位の打率.363を記録する。しかしその後は不調に陥り、8月29日に登録抹消される。その後は痛めた右肩の影響もあり一軍に昇格することは無かった。結局、シーズンでは前年を上回る成績を残したものの、戦力外通告を受けて10月13日に退団となった。翌14日に右肩を手術した。12月2日、自由契約公示された。
2012年は現役続行を目指しながらリハビリテーションに専念していたが新規契約期限の7月31日までにどの球団からもオファーがなかったため同日に自身の公式サイトで現役引退を発表した。妻は引退試合が無く終わってしまったことが心残りだったという。

### 現役引退後
2012年9月6日に、当時の所属事務所を通じて現役を引退することを正式に発表した。同時に、芸能事務所のホリプロとの間で新たにマネジメント契約を締結、同社のスポーツ文化部に所属しながら野球解説者として活動することを明かした。
引退発表から約1か月後の2012年10月2日からは、『with…夜はラジオと決めてます』（MBSラジオが2012年度のナイターオフ期間に放送した4時間超の生ワイド番組）の火曜日で、レギュラーでは初めてのラジオパーソナリティを担当。その関係で、2012年12月の「MBSラジオ スペシャルウィーク」では、同局のパーソナリティ代表として「スペシャルウィークPR大使」に起用された。また、2012年11月25日に開催された第2回神戸マラソンでは、朝日放送（朝日放送テレビ）による番組企画の一環として人生初のフルマラソンに挑戦。5時間51分20秒で完走を果たした。ちなみに当時は、放送局やテレビ・ラジオを問わず（ニュース番組のスポーツコーナーを含む）多数のスポーツ中継・番組にゲストコメンテーターとして出演。
2013年のプロ野球シーズンからは、NHKの野球解説者としても活動していた。
2015年10月1日、2016年より、二軍監督としてオリックスに復帰することが発表された。また、田口のブルーウェーブ時代のチームメイトで、2015年シーズンの途中から一軍監督代行を務めていた福良淳一が一軍監督へ就任することも正式に決まった。背番号は81。

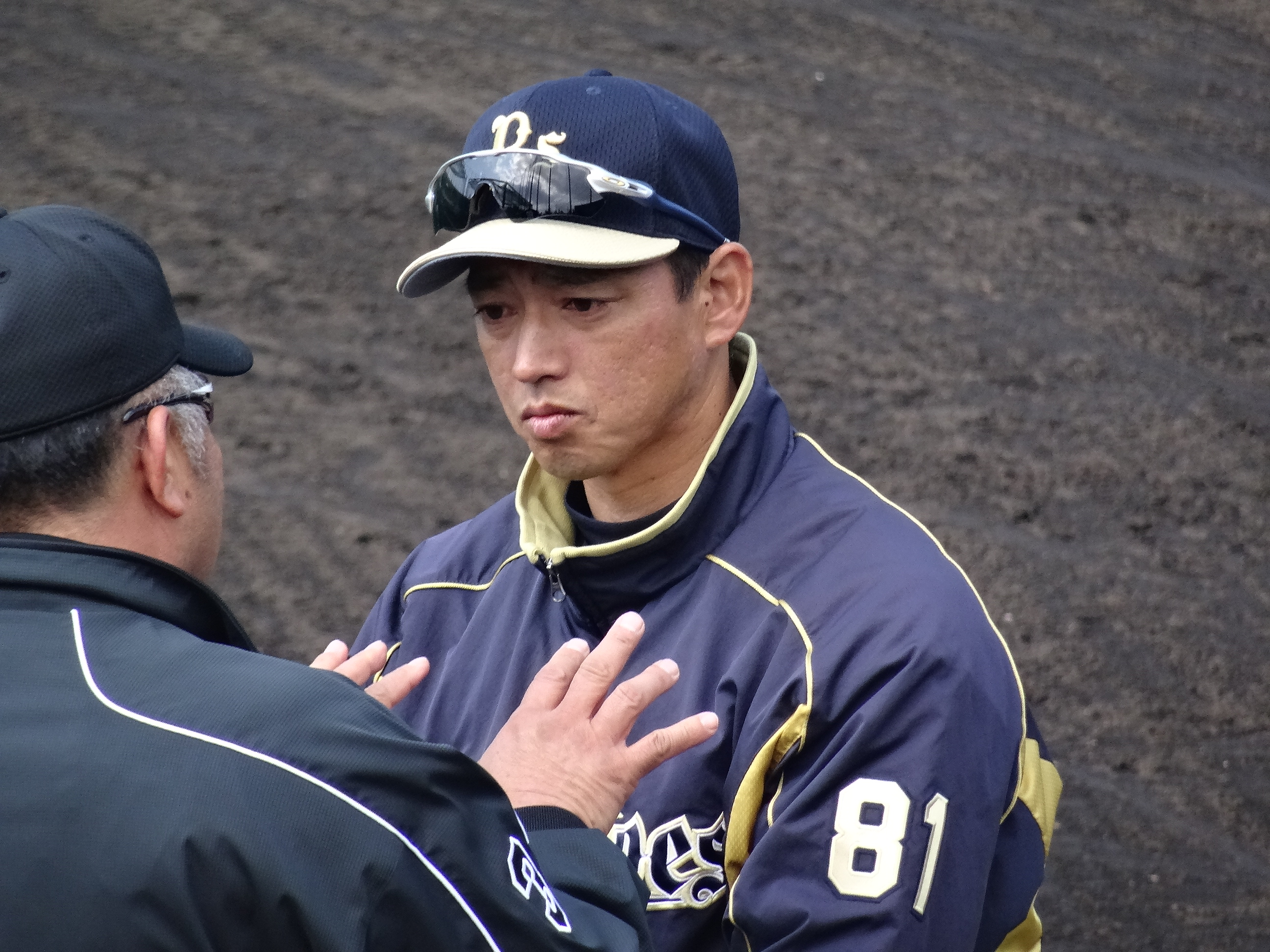
2016年3月20日、阪神鳴尾浜球場にて（手前は阪神の掛布雅之二軍監督（当時））

二軍監督1年目の2016年は、一・二軍ともリーグの最下位に低迷。田口も、シーズン中の7月に視覚障害や言語不良を起こし、一時的に休養して入院する（MRI検査の結果、異常はなかった）ほか、自身の現役時代と意識が大きく異なる若手選手との接し方を「プロ野球の中間管理職」という立場で模索した。
2017年は、二軍監督と打撃コーチを兼任した。また、3月30日には前年の経験を綴った著書『プロ野球・二軍の謎』を、幻冬舎から刊行した。
2018年は再び二軍監督に専任。
2019年からは、一軍野手総合兼打撃コーチに就任。
2021年からは外野守備・走塁コーチに配置転換された。
2024年10月7日にオリックスを退団することが発表された。

### オリックス退団後
2025年からは再びNHK野球解説者に復帰する。

## 選手としての特徴
大学生時代は名ショートと目されていたが、オリックスでは送球イップスが原因で3年目に本格的に外野手に転向する。外野での守備はイチローを上回っているとの評価もあった。俊足であり、肩も強く、イニング間にはよくレフト定位置の田口とライト定位置のイチローとでキャッチボールを行っていた。
土井監督時代だけでなく仰木彬監督時代も外野のみならず内野を守ることもあった。
カージナルス移籍後もレギュラーの休みの穴を埋める「スーパー・サブ」「10人目のスターター」のユーティリティープレイヤーとして活躍し、ポストシーズンでトレバー・ホフマンやビリー・ワグナーから本塁打を放つなど、大一番での打撃も目立った。勝負強さが持ち味のクラッチヒッターでもあり、2005年には得点圏打率.407（OPS.936）を記録した。メジャー通算でも打率.279・OPS.717に対して、得点圏では打率.331・OPS.835という数字を残している。また、メジャー通算における満塁時の打率は.512（41打数21安打、出塁率.510・長打率.707・OPS1.217）である。
2009年に地元紙セントルイス・ポスト・ディスパッチ電子版が2000年代のカージナルスベストナインを読者投票で選出し、田口は「ベストなベンチ要員」で断然トップに立った。同紙は「移籍してもスタンディングオベーションで迎えられるなど、今でもファンに愛されている」と田口の人柄も評価した。このようにファンからの支持が高い傾向にあり、マイナー時代に地元ファン用に田口の個人グッズの販売がされていたこともある。

## 人物

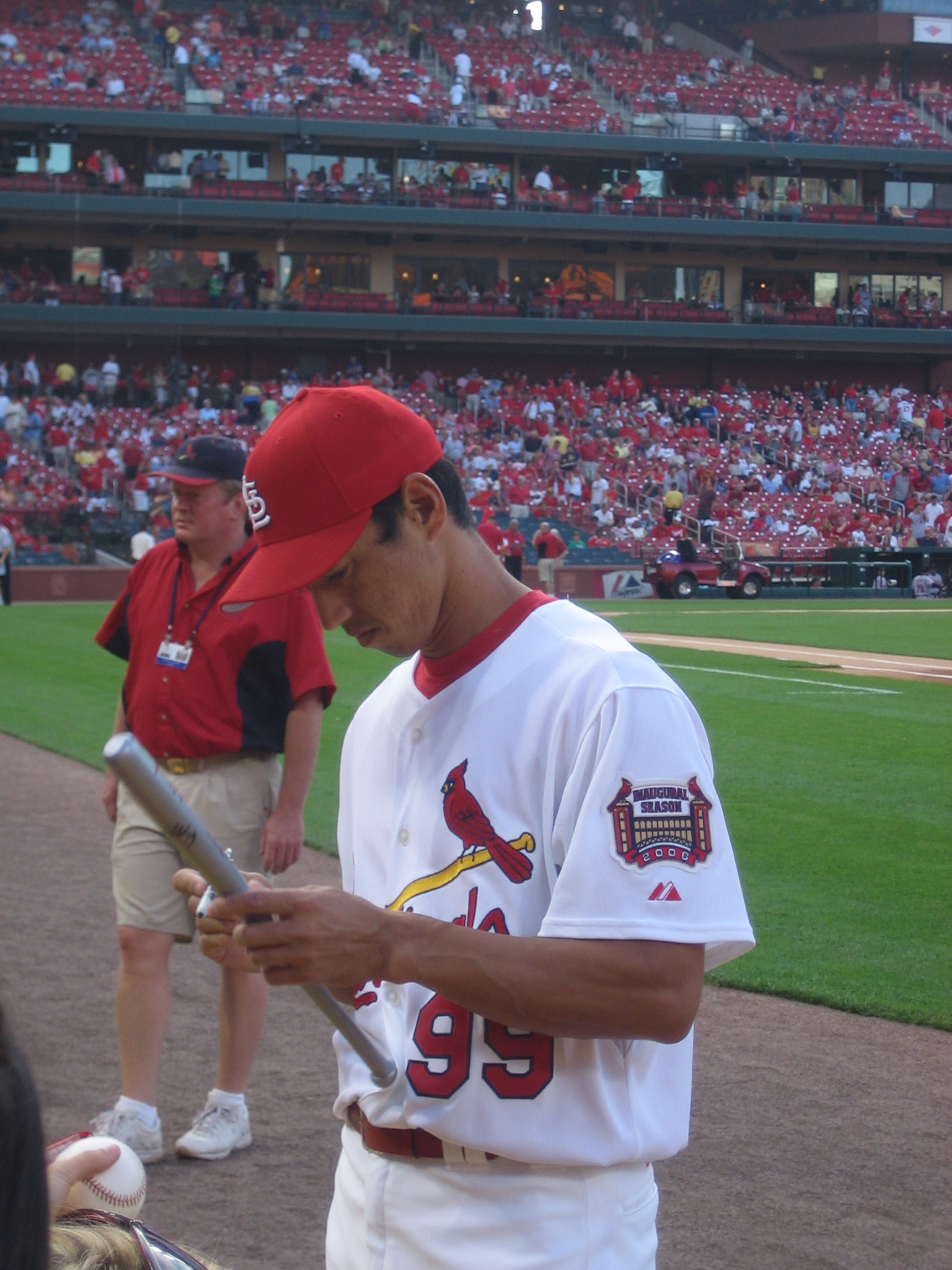
ファンにサインをする田口
（2007年）

誠実かつ実直な性格でオリックス時代から人望が厚く、選手会長を務めていたこともある。シドニーオリンピックでは、イチローの出場を欲する代表チームに対し、「オリンピックはアマチュア選手の晴れ舞台」と出場を渋るイチローの心境を慮り、イチロー選出回避の嘆願を申し出て、自らが代役としてオリンピックに出場した。坂口智隆とは田口のメジャー時代から続く師弟関係であり、オフには共に合同自主トレを行っていた。
現役選手時代には、自身の公式サイトで「何苦楚（なにくそ）日記」を執筆。その内容を編集した同名の書籍を2004年に主婦の友社から刊行したことを皮切りに、「プロの著述家に匹敵する」とされる構成力の高さで数冊の書籍を著したことから、「書けるプロ野球選手」という異名を持つ。カージナルスの傘下チームで活動していたころは「日記しか書けないマイナーリーガー」と言われていたが、後に「日記も書けるメジャーリーガー」と呼ばれるようになった。何苦楚はオリックス時代に指導を受けた中西太から授けられ座右の銘としている言葉であり、同じく中西の指導を受けた岩村明憲も座右の銘としている。オリックスの二軍監督へ就任した2016年からは、『ほぼ日刊イトイ新聞』内で「野球の人・田口壮の新章　はじめての二軍監督」、『日本経済新聞』の電子版で「2軍監督 田口壮!」というコラムを定期的に執筆。前述した著書『プロ野球・二軍の謎』は、2016年分の「2軍監督 田口壮!」を、同年のシーズン終了後に加筆したものである。
MLBに移籍した際には、母校の関西学院大学がキリスト教主義に沿った教育方針を採っていたことなどから、チームメイトと共に教会によく足を運んでいた。ただし、現在でも洗礼は受けておらず、厳密にはクリスチャンではない。「自分の心に響きました。理解でき、実感することができました。これが本物だってわかったんです…妻との関係や、人生が困難に陥った時に助けてくれるのはイエス・キリストだと、今では思ってます」と語った。カージナルスにはジョン・ロドリゲス、ブレイデン・ルーパー、アルバート・プホルスなど信仰心の厚さで知られる選手もいる。田口は、「プホルスはとても優しくしてくれますね。彼は、言語を理解できないつらさをわかってくれるし、信仰の手本となるクリスチャンでもある。みんなとても親切にしてくれますね」とコメントしている。

## 詳細情報

### 年度別打撃成績
| 年 度     | 球 団      | 試 合 | 打 席 | 打 数 | 得 点 | 安 打 | 二 塁 打 | 三 塁 打 | 本 塁 打 | 塁 打 | 打 点 | 盗 塁 | 盗 塁 死 | 犠 打 | 犠 飛 | 四 球 | 敬 遠 | 死 球 | 三 振 | 併 殺 打 | 打 率 | 出 塁 率 | 長 打 率 | O P S |
| --------- | ---------- | ----- | ----- | ----- | ----- | ----- | -------- | -------- | -------- | ----- | ----- | ----- | -------- | ----- | ----- | ----- | ----- | ----- | ----- | -------- | ----- | -------- | -------- | ----- |
| 1992      | オリックス | 47    | 141   | 123   | 12    | 33    | 10       | 0        | 1        | 46    | 7     | 5     | 0        | 9     | 0     | 8     | 0     | 1     | 26    | 1        | .268  | .318     | .374     | .692  |
| 1993      | オリックス | 31    | 90    | 83    | 12    | 23    | 7        | 1        | 0        | 32    | 5     | 3     | 2        | 4     | 0     | 3     | 0     | 0     | 12    | 2        | .277  | .302     | .386     | .688  |
| 1994      | オリックス | 108   | 364   | 329   | 55    | 101   | 17       | 1        | 6        | 138   | 43    | 10    | 3        | 5     | 4     | 23    | 1     | 3     | 62    | 6        | .307  | .354     | .419     | .773  |
| 1995      | オリックス | 130   | 574   | 495   | 76    | 122   | 24       | 2        | 9        | 177   | 61    | 14    | 7        | 25    | 7     | 43    | 0     | 4     | 80    | 7        | .246  | .308     | .358     | .665  |
| 1996      | オリックス | 128   | 569   | 509   | 74    | 142   | 24       | 1        | 7        | 189   | 44    | 10    | 4        | 23    | 4     | 29    | 4     | 4     | 61    | 15       | .279  | .321     | .371     | .692  |
| 1997      | オリックス | 135   | 643   | 572   | 92    | 168   | 32       | 4        | 10       | 238   | 56    | 7     | 1        | 16    | 3     | 49    | 1     | 3     | 74    | 4        | .294  | .351     | .416     | .767  |
| 1998      | オリックス | 132   | 573   | 497   | 85    | 135   | 26       | 2        | 9        | 192   | 41    | 8     | 8        | 23    | 2     | 48    | 2     | 3     | 68    | 13       | .272  | .338     | .386     | .724  |
| 1999      | オリックス | 133   | 569   | 524   | 77    | 141   | 21       | 1        | 9        | 191   | 56    | 11    | 6        | 14    | 1     | 29    | 0     | 1     | 91    | 9        | .269  | .308     | .365     | .673  |
| 2000      | オリックス | 129   | 578   | 509   | 77    | 142   | 26       | 3        | 8        | 198   | 49    | 9     | 2        | 11    | 0     | 55    | 1     | 3     | 80    | 12       | .279  | .353     | .389     | .742  |
| 2001      | オリックス | 134   | 524   | 453   | 70    | 127   | 21       | 6        | 8        | 184   | 42    | 6     | 6        | 26    | 1     | 43    | 2     | 1     | 88    | 7        | .280  | .343     | .406     | .750  |
| 2002      | STL        | 19    | 19    | 15    | 4     | 6     | 0        | 0        | 0        | 6     | 2     | 1     | 0        | 2     | 0     | 2     | 0     | 0     | 1     | 0        | .400  | .471     | .400     | .871  |
| 2003      | STL        | 43    | 59    | 54    | 9     | 14    | 3        | 1        | 3        | 28    | 13    | 0     | 0        | 1     | 0     | 4     | 1     | 0     | 11    | 2        | .259  | .310     | .519     | .829  |
| 2004      | STL        | 109   | 206   | 179   | 26    | 52    | 10       | 2        | 3        | 75    | 25    | 6     | 3        | 10    | 3     | 12    | 1     | 2     | 23    | 6        | .291  | .337     | .419     | .756  |
| 2005      | STL        | 143   | 424   | 396   | 45    | 114   | 21       | 2        | 8        | 163   | 53    | 11    | 2        | 2     | 4     | 20    | 2     | 2     | 62    | 11       | .288  | .322     | .412     | .734  |
| 2006      | STL        | 134   | 361   | 316   | 46    | 84    | 19       | 1        | 2        | 111   | 31    | 11    | 3        | 9     | 2     | 32    | 1     | 2     | 48    | 9        | .266  | .335     | .351     | .686  |
| 2007      | STL        | 130   | 340   | 307   | 48    | 89    | 15       | 0        | 3        | 113   | 30    | 7     | 4        | 3     | 1     | 23    | 0     | 6     | 32    | 10       | .290  | .350     | .368     | .718  |
| 2008      | PHI        | 88    | 103   | 91    | 18    | 20    | 5        | 1        | 0        | 27    | 9     | 3     | 0        | 4     | 0     | 8     | 0     | 0     | 14    | 2        | .220  | .283     | .297     | .580  |
| 2009      | CHC        | 6     | 12    | 11    | 1     | 3     | 1        | 0        | 0        | 4     | 0     | 0     | 0        | 0     | 0     | 1     | 0     | 0     | 4     | 0        | .273  | .333     | .364     | .697  |
| 2010      | オリックス | 53    | 131   | 119   | 17    | 31    | 6        | 0        | 3        | 46    | 10    | 1     | 0        | 2     | 2     | 7     | 0     | 1     | 28    | 4        | .261  | .302     | .387     | .689  |
| 2011      | オリックス | 62    | 239   | 198   | 27    | 54    | 10       | 0        | 0        | 64    | 15    | 3     | 1        | 23    | 0     | 15    | 1     | 3     | 36    | 5        | .273  | .333     | .323     | .657  |
| NPB：12年 | NPB：12年  | 1222  | 4995  | 4411  | 674   | 1219  | 224      | 21       | 70       | 1695  | 429   | 87    | 40       | 181   | 24    | 352   | 12    | 27    | 706   | 85       | .276  | .332     | .384     | .716  |
| MLB：8年  | MLB：8年   | 672   | 1524  | 1369  | 197   | 382   | 74       | 7        | 19       | 527   | 163   | 39    | 12       | 31    | 10    | 102   | 5     | 12    | 195   | 40       | .279  | .332     | .385     | .717  |

- 各年度の太字はリーグ最高
- オリックス・ブルーウェーブは、2005年にオリックス・バファローズに球団名を変更

### 年度別守備成績
| 年 度 | 球 団      | 外野  | 外野  | 外野  | 外野  | 外野  | 外野     | 中堅（CF） | 中堅（CF） | 中堅（CF） | 中堅（CF） | 中堅（CF） | 中堅（CF） | 左翼（LF） | 左翼（LF） | 左翼（LF） | 左翼（LF） | 左翼（LF） | 左翼（LF） | 右翼（RF） | 右翼（RF） | 右翼（RF） | 右翼（RF） | 右翼（RF） | 右翼（RF） | 二塁（2B） | 二塁（2B） | 二塁（2B） | 二塁（2B） | 二塁（2B） | 二塁（2B） |
| 年 度 | 球 団      | 試 合 | 刺 殺 | 補 殺 | 失 策 | 併 殺 | 守 備 率 | 試 合      | 刺 殺      | 補 殺      | 失 策      | 併 殺      | 守 備 率   | 試 合      | 刺 殺      | 補 殺      | 失 策      | 併 殺      | 守 備 率   | 試 合      | 刺 殺      | 補 殺      | 失 策      | 併 殺      | 守 備 率   | 試 合      | 刺 殺      | 補 殺      | 失 策      | 併 殺      | 守 備 率   |
| ----- | ---------- | ----- | ----- | ----- | ----- | ----- | -------- | ---------- | ---------- | ---------- | ---------- | ---------- | ---------- | ---------- | ---------- | ---------- | ---------- | ---------- | ---------- | ---------- | ---------- | ---------- | ---------- | ---------- | ---------- | ---------- | ---------- | ---------- | ---------- | ---------- | ---------- |
| 2002  | STL        | -     | -     | -     | -     | -     | -        | 6          | 8          | 2          | 0          | 0          | 1.000      | 8          | 3          | 0          | 1          | 0          | .750       | -          | -          | -          | -          | -          | -          | -          | -          | -          | -          | -          | -          |
| 2003  | STL        | -     | -     | -     | -     | -     | -        | 16         | 19         | 2          | 0          | 1          | 1.000      | 11         | 6          | 0          | 0          | 0          | 1.000      | 13         | 5          | 0          | 0          | 0          | 1.000      | 2          | 0          | 0          | 0          | 0          | .---       |
| 2004  | STL        | -     | -     | -     | -     | -     | -        | 31         | 43         | 0          | 0          | 0          | 1.000      | 53         | 40         | 0          | 2          | 0          | .952       | 28         | 16         | 1          | 0          | 0          | 1.000      | -          | -          | -          | -          | -          | -          |
| 2005  | STL        | -     | -     | -     | -     | -     | -        | 50         | 58         | 0          | 0          | 0          | 1.000      | 52         | 50         | 2          | 0          | 1          | 1.000      | 57         | 75         | 3          | 2          | 0          | .975       | -          | -          | -          | -          | -          | -          |
| 2006  | STL        | -     | -     | -     | -     | -     | -        | 59         | 90         | 2          | 5          | 0          | .948       | 70         | 87         | 1          | 1          | 0          | .989       | 7          | 5          | 0          | 0          | 0          | 1.000      | 1          | 1          | 1          | 0          | 0          | 1.000      |
| 2007  | STL        | -     | -     | -     | -     | -     | -        | 63         | 118        | 1          | 1          | 1          | .982       | 41         | 49         | 2          | 2          | 1          | .962       | 8          | 5          | 0          | 0          | 0          | 1.000      | 1          | 1          | 0          | 1          | 0          | .250       |
| 2008  | PHI        | -     | -     | -     | -     | -     | -        | 1          | 0          | 0          | 0          | 0          | .---       | 38         | 22         | 0          | 2          | 0          | .917       | 11         | 11         | 0          | 0          | 0          | 1.000      | -          | -          | -          | -          | -          | -          |
| 2009  | CHC        | -     | -     | -     | -     | -     | -        | -          | -          | -          | -          | -          | -          | 3          | 1          | 1          | 0          | 0          | 1.000      | 1          | 1          | 0          | 0          | 0          | 1.000      | -          | -          | -          | -          | -          | -          |
| 2010  | オリックス | 30    | 32    | 0     | 1     | 0     | .970     | -          | -          | -          | -          | -          | -          | -          | -          | -          | -          | -          | -          | -          | -          | -          | -          | -          | -          | -          | -          | -          | -          | -          | -          |
| 2011  | オリックス | 46    | 74    | 2     | 0     | 0     | 1.000    | -          | -          | -          | -          | -          | -          | -          | -          | -          | -          | -          | -          | -          | -          | -          | -          | -          | -          | -          | -          | -          | -          | -          | -          |
| MLB   | MLB        | -     | -     | -     | -     | -     | -        | 226        | 336        | 7          | 6          | 2          | .983       | 276        | 258        | 6          | 8          | 2          | .971       | 125        | 118        | 4          | 2          | 0          | .984       | 3          | 2          | 1          | 1          | 0          | .750       |

### 表彰
NPB
- ベストナイン：1回（1996年）
- ゴールデングラブ賞：5回（1995年 - 1997年、2000年、2001年）
- 月間MVP：1回（1998年9月）
- JA全農Go・Go賞：1回（強肩賞：2000年9月）
- 出身地別東西対抗戦優秀選手：1回（2000年）

MLB
- ハート&ハッスル賞（2007年） ※チーム内での受賞。30球団から1人の最終受賞者には選出されず

その他
- ベスト・ファーザー イエローリボン賞 in 「プロ野球部門」（2010年）

### 記録

#### NPB
初記録
- 初出場・初先発出場：1992年4月4日、対千葉ロッテマリーンズ1回戦（千葉マリンスタジアム）、「9番・遊撃手」で先発出場
- 初安打：1992年4月11日、対近鉄バファローズ1回戦（グリーンスタジアム神戸）、5回裏に高柳出己から左翼線二塁打
- 初盗塁：1992年5月1日、対日本ハムファイターズ3回戦（グリーンスタジアム神戸）、8回裏に二盗（投手：金石昭人、捕手：田村藤夫）
- 初打点：1992年9月8日、対福岡ダイエーホークス23回戦（北九州市民球場）、8回表に池田親興から2点適時二塁打
- 初本塁打：1992年9月23日、対近鉄バファローズ25回戦（グリーンスタジアム神戸）、3回裏に高柳出己から左越ソロ

節目の記録
- 1000安打：2000年10月6日、対西武ライオンズ26回戦（グリーンスタジアム神戸）、4回裏に西口文也から中前安打 ※史上203人目
- 1000試合出場：2001年4月28日、対日本ハムファイターズ7回戦（グリーンスタジアム神戸）、「6番・左翼手」で先発出場 ※史上367人目

その他記録
- オールスターゲーム出場：4回（1995年、1996年、1997年、2001年）

### 背番号
- 6（1992年 - 2001年）
- 99（2002年 - 2009年）
- 33（2010年 - 2011年）
- 81（2016年 - 2024年）

## 関連情報

### 著書
- 何苦楚日記（2004年1月初版発売、主婦と生活社、ISBN 978-4391129076）
- タグバナ。（2007年5月11日初版発売、世界文化社、ISBN 978-4418075096）
- 脇役力＜ワキヂカラ＞（2010年4月16日初版発売、PHP研究所、ISBN 978-4569778297）
- 野球と余談とベースボール（2013年2月26日初版発売、マイナビ、ISBN 978-4839946050）
- プロ野球・二軍の謎（2017年3月20日初版発売、幻冬舎、ISBN 978-4344984523）

### 出演

#### テレビ
現役引退後のレギュラー番組のみ記載
- メジャーリーグ（NHK BS1 随時出演）
  - ワールドスポーツMLB（同上 大リーグコメンテーター）

#### ラジオ
現役引退後のレギュラー番組のみ記載
- with…夜はラジオと決めてます火曜日パーソナリティ（MBSラジオ、2012年10月2日 - 2013年3月26日）
  - 自身初のレギュラー番組で、放送上のタイトルは『with田口壮 夜はラジオと決めてます』。
- NHKプロ野球（同上 主に阪神・オリックスの主管試合を中心に随時出演）

#### 映画
- 走れ!イチロー（2001年4月28日公開、東映、監督：大森一樹） - 本人 役